# Berthold Delbrück
Berthold Gustav Gottlieb Delbrück, född 26 juli 1842 i Putbus på Rügen, död 3 januari 1922 i Jena, var en tysk språkforskare. Han var brorson till Rudolph von Delbrück.
Delbrück var professor i sanskrit och jämförande språkvetenskap i Jena under åren 1870-1912. Bland hans mest grundläggande insatser märks han studier av äldre indoeuropeiska språk, vilka utmynnade i boken Altindische Syntax (1888) och Grundriss der vergleichenden Grammatik der indogermanischen Sprachen (1–3, 1893–1900) som han författade tillsammans med Karl Brugmann. Han skrev även om allmänna språkvetenskapliga problem i Grundfragen der Sprachforschung (1901).